# Little circus
『little circus』（リトル サーカス）は、日本のロックバンドSOPHIAの4枚目のアルバム（1枚目のオリジナル・フルアルバム）。1997年4月23日にトイズファクトリーから発売された。

## 概要
- 本作は4枚目のアルバムではあるが、初のフルレングス・アルバムであり、収録曲が10曲を超えている。
- コンセプトはボーカルの松岡充が温めてきた「サーカス」である。
- 先行シングル『little cloud』が初の売り上げ10万枚を突破し、このアルバムもロングヒットした。後に収録曲の「街」がシングルカットされ、ロングヒットを記録した。これらの流れによりSOPHIAの知名度が飛躍的に上昇した。
- 初回生産分のみ紙ジャケット仕様、ピクチャーレーベル仕様、ステッカー封入。

## 収録曲
1. CLIO
2. DANCE 〜tarantellaを華やかに〜
3. Lucifer
4. float
5. little cloud
6. Chicken Heart
7. ポトス
8. Hungry life
9. Believe
10. 街
  - プレイステーション用ソフト『ブレス オブ ファイアIII』TVCMソング。
11. CIRCUS
12. CLIO'S BLUE